# Kaloker
Kaloker (grč. Kalokairos; † 334. u Tarsu) bio magister pecoris camelorum („Gospodar Deva“) Rrimskog cara Konstantina I. Velikog na Cipru. 333./334. pobunio se protiv Konstantina i proglasio se carem.
Cenzor Flavije Dalmacije, polubrat Konstantina I. Velikog ugušio je pobunu u Tarsu u Kilikiji, gdje ga je osudio i naknadno smaknuo.